# Zlatko Kranjčar
Zlatko „Cico” Kranjčar (Zagreb, 15. novembar 1956 — Zagreb, 1. mart 2021) bio je jugoslovenski i hrvatski fudbaler. Od februara 2010. do septembra 2011. bio je selektor fudbalske reprezentacije Crne Gore.
U dresu reprezentacije Jugoslavije debitovao je 1977. u Bogoti na utakmici sa reprezentacijom Kolumbije (1:0). Za reprezentaciju je igrao 11 puta i postigao tri gola. Od reprezentacije se oprostio 1983 na meču u Zagrebu protiv reprezentacije Francuske (0:0). Za omladinsku reprezentaciju Jugoslavije odigrao je 18 utakmica.
Kranjčar je dobitnik Državne nagrade za sport „Franjo Bučar”, 2005. godine.
Njegov sin Niko takođe je bivši fudbaler.

### Igrački uspesi
- prvak Jugoslavije sa Dinamom (1982),
- 2 puta Kup Jugoslavije sa Dinamom (1980, 1983),
- 2 puta prvenstvo Austrije sa Rapidom (1987, 1988),
- 3 puta Kup Austrije sa Rapidom (1984, 1985, 1987),
- 3 puta Superkup Austrije sa Rapidom (1986, 1987, 1988),
- finalist Kupa kupova sa Rapidom (1985)

## Trenerska karijera
- Wienerfeld Beč (1991),
- Austrija Klagenfurt (1991-1992),
- Segesta Sisak (1992—1994 i 1997),
- NK Kroacija Zagreb (1994—1996 i 1998),
- FK Linc (1996),
- Slaven Belupo Koprivnica (1997),
- Samobor (1997—1998),
- El Masry (1999-2000),
- Mura (2000),
- Marsonia (2000—2001),
- NK Zagreb (2001—2002 i 2003-2004),
- Rijeka (2002—2003),
- Hrvatska reprezentacija
  - od 19. avgusta 2004. do 15. juli 2006 Izborio učešće na Svetskom prvenstvu 2006.
- Al-Shaab (2007.-),

### Trenerski uspesi
- 3 puta prvak Hrvatske (1996. i 1998. sa Kroacijom, 2002. sa Zagrebom),
- 2 puta pobednik Hrvatskoga kupa (1996. i 1998. sa Kroacijom)

## Spoljašnje veze
- Zlatko Kranjčar на сајту

- Zlatko Kranjčar на веб-сајту  (језик: енглески)